# 龙定斌
龙定斌（1965年10月—），男，广西人，中华人民共和国外交官，曾任中华人民共和国驻拉合尔总领事，现任中华人民共和国驻珀斯总领事。

## 生平
1987年8月，进入中华人民共和国外交部工作。2002年，任驻马来西亚大使馆政治处主任、一等秘书。2008年5月，任驻老挝大使馆政务参赞、首席馆员。2011年11月，任外交部涉外安全事务司参赞。2013年8月，挂职中共云南省文山壮族苗族自治州州委常委、州人民政府副州长。2015年10月，任外交部亚洲司参赞。2017年1月，出任中华人民共和国驻拉合尔总领事。2021年4月，出任中华人民共和国驻珀斯总领事。

## 家庭
已婚，有二女。